# Лубриано
Лубриано (итал. Lubriano) — коммуна в Италии, располагается в регионе Лацио, в провинции Витербо.
Население составляет 956 человек (2008 г.), плотность населения составляет 58 чел./км². Занимает площадь 17 км². Почтовый индекс — 1020. Телефонный код — 0761.
Покровителями коммуны почитаются святой Иоанн Предтеча, святой Прокл из Бизиньяно , празднование 29 августа и во второе воскресение сентября.

## Демография
Динамика населения:

## Администрация коммуны
- Официальный сайт: http://www.comunelubriano.com/